# Mückern

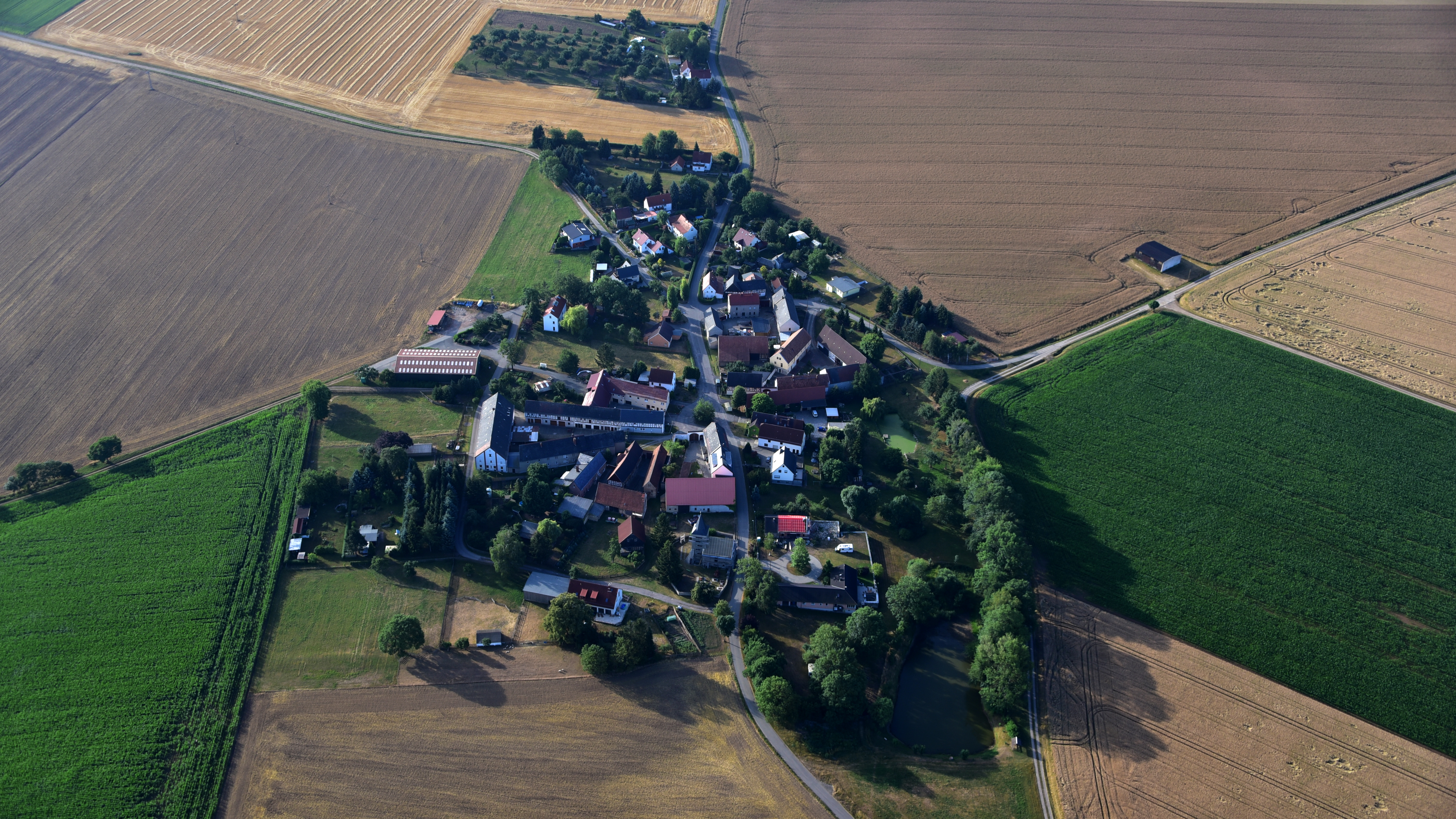
Mückern, Luftaufnahme (2018)

Mückern ist ein weilerartiger Ortsteil von Großenstein im Landkreis Greiz in Thüringen.

## Lage
Der Weiler Mückern befindet sich an einer Verbindungsstraße etwa zwei Kilometer westlich von Großenstein im Ronneburger Acker- und Bergbaugebiet.

### Angrenzende Orte
Angrenzende Orte sind im Uhrzeigersinn im Norden beginnend Brahmenau, im Osten Nauendorf, im Südosten Großenstein, im Süden Korbußen, im Westen Schwaara und im Nordwesten Zschippach.

## Geschichte
Der Weiler wurde 1541 erstmals urkundlich erwähnt.
Die romanische Kirche wurde in den folgenden Jahrhunderten umgestaltet.